# Барчаи, Енё

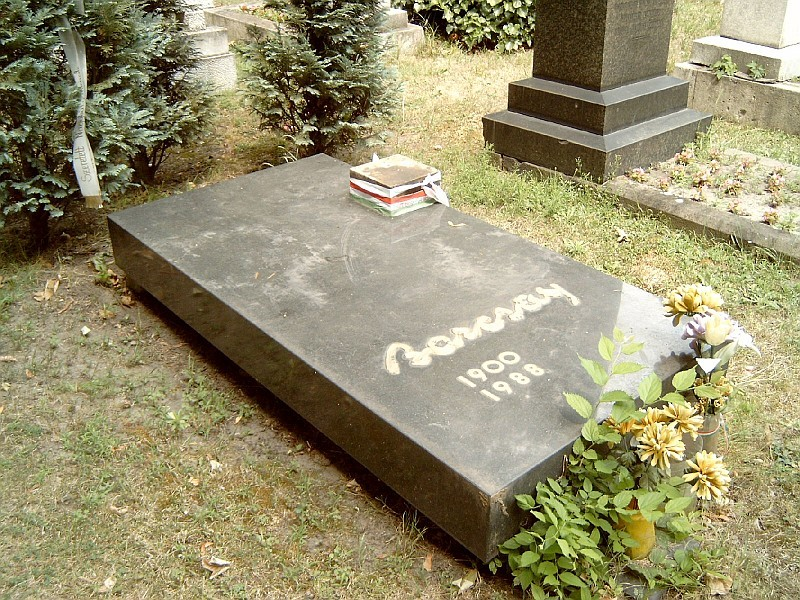
Могила Барчаи

Енё Барчаи (венг. Barcsay Jenő; 1900—1988) — венгерский художник, профессор, много лет преподававший в Будапештской высшей школе изобразительных искусств.
В СССР была издана книга «Анатомия для художников» с его анатомическими рисунками.
Недалеко от Будапешта, в городе Сентендре, находится Музей Енё Барчаи, а в Венгерском университете изобразительных искусств есть зал Барчаи.

## Биография
Родился в 1900 году в Катоне. Он был потомком аристократической семьи из Трансильвании.  В 1919 году отправился в Будапешт, где учился в художественной школе до 1924 года. В 1926 году отправился в Мако и Ходмезёвашархей и в том же году в Париж, где впервые познакомился с творчеством Сезанна, которое  оказало на него ощутимое влияние.
Находясь в Италии в 1927 году, Барчаи узнал об эпохе кватроченто, особенно об анатомических исследованиях того периода. С 1931 по 1945 преподавал в Муниципальной школе, а с 1945 года в художественной школе. Там он преподавал анатомию вплоть до пенсии.
Художник скончался в 1988 году в Будапеште.